# Брагинский, Сталий Иосифович
Сталий (Станислав) Иосифович Брагинский (род. 15 апреля 1926, Москва) — советский физик-теоретик, геофизик. Лауреат Ленинской премии 1958 года. Автор теории геомагнетизма.

## Биография
Родился 15 апреля 1926 в Москве. Настоящее имя Сталий. В 1960-х гг. взял имя Станислав.
Окончил МИФИ (1948). В 1948—1978 научный сотрудник Института атомной энергии Академии наук СССР.
Проводил термоядерные исследования. Разработал теорию классического переноса в рамках двухжидкостной магнитной гидродинамики, вычислил кинетические (транспортные) коэффициенты. Ленинская премия (1958).
С конца 1960-х годов увлёкся геофизикой. В 1972—1978 на общественных началах руководитель теоретической группы геомагнитного поля Земли в Институте физики Земли АН СССР, в 1978—1988 зав. лабораторией этого института. Автор теории геомагнитного динамо и кинетических коэффициентов Брагинского.
С 1988 живёт в США, профессор Калифорнийского университета в Лос-Анджелесе. Медаль им. Дж. А. Флеминга (1992).

## Семья
Отец — востоковед Брагинский, Иосиф Самуилович
Мать — историк Хая Нутовна Дриккер (1904—1993).
Брат — востоковед Владимир Брагинский.
Жена — Майя Ароновна Брагинская (Боярская).